# 범서 나들목
범서 나들목(Beomseo IC)은 울산광역시 울주군 범서읍 천상리에 설치된 울산고속도로의 1-1번 교차로이다. 하이패스 전용 나들목이기 때문에 범서 하이패스 나들목이라고도 불린다. 2025년 6월 24일에 개통되었다.

## 연혁
- 2019년 10월 : 착공
- 2020년 3월 25일 : 2022년 12월까지 범서 하이패스 나들목 설치 공사를 위해 울산광역시 울주군 범서읍 입암리 ~ 천상리 2.07 km 구간 도로구역 변경[2]
- 2025년 6월 24일: 개통

## 구조물 정보
- 위치: 울산광역시 울주군 범서읍 천상리

## 접속하는 도로
- 당앞로
- 송현길